# Crown Point (Trinidad y Tobago)
Crown Point es una localidad de Trinidad y Tobago, que forma parte de la parroquia de St. Patrick.

## Geografía
La localidad abarca parte de la isla de Tobago y limita al norte con Milford Court-Pigeon Point, al sur con el océano Atlántico, al este con Bon Accord y al oeste con el mar Caribe.

## Demografía
Datos demográficos de la localidad de Crown Point:
| Gráfica de evolución demográfica de Crown Point entre 2000 y 2011 |
|                                                                   |